# Hans Eschweiler
Hans Eschweiler (* 18. Mai 1928; † 22. Juni 2012) war ein deutscher Badmintonspieler.

## Karriere
Hans Eschweiler wurde bei der ersten deutschen Badmintonmeisterschaft 1953 Meister im Herrendoppel mit Hans Riegel. 1955 wurde er erneut Meister im Doppel mit Günter Ropertz, 1957 einmal mehr im Doppel sowie im Mixed mit Erna Wüsthoff. Im letztgenannten Jahr gewann er auch den Mannschaftstitel mit dem 1. DBC im SSF Bonn und die Swiss Open.

## Sportliche Erfolge
| Saison    | Veranstaltung                     | Disziplin    | Platz | Name |
| --------- | --------------------------------- | ------------ | ----- | --- |
| 1952/1953 | Deutsche Einzelmeisterschaft      | Herrendoppel | 1     | Hans Riegel / Hans Eschweiler (1. DBC Bonn)                                                                   |
| 1952/1953 | Deutsche Einzelmeisterschaft      | Herreneinzel | 2     | Hans Eschweiler (1. DBC Bonn)                                                                                 |
| 1953/1954 | Deutsche Einzelmeisterschaft      | Herrendoppel | 2     | Hans Riegel / Hans Eschweiler (1. DBC Bonn)                                                                   |
| 1953/1954 | Deutsche Einzelmeisterschaft      | Herreneinzel | 2     | Hans Eschweiler (1. DBC Bonn)                                                                                 |
| 1954/1955 | Deutsche Einzelmeisterschaft      | Herreneinzel | 3     | Hans Eschweiler (1. DBC Bonn)                                                                                 |
| 1954/1955 | Deutsche Einzelmeisterschaft      | Herrendoppel | 1     | Hans Eschweiler / Günter Ropertz (1. DBC Bonn)                                                                |
| 1954/1955 | Westdeutsche Einzelmeisterschaft  | Herreneinzel | 1     | Hans Eschweiler (1. DBC im SSF Bonn)                                                                          |
| 1955/1956 | Deutsche Einzelmeisterschaft      | Herrendoppel | 2     | Hans Eschweiler / Günter Ropertz (1. DBC Bonn)                                                                |
| 1955/1956 | Deutsche Einzelmeisterschaft      | Herreneinzel | 2     | Hans Eschweiler (1. DBC Bonn)                                                                                 |
| 1955/1956 | Westdeutsche Einzelmeisterschaft  | Herrendoppel | 1     | Hans Eschweiler / Günter Ropertz (1. DBC im SSF Bonn)                                                         |
| 1956/1957 | Deutsche Mannschaftsmeisterschaft | Mannschaft   | 1     | 1. DBC Bonn (Jap Tjiang Beng, Ralf Caspary, Günter Ropertz, Hans Eschweiler, Luise Schmitz, Rosemarie Krämer) |
| 1956/1957 | Deutsche Einzelmeisterschaft      | Mixed        | 1     | Hans Eschweiler / Erna Wüsthoff (1. DBC Bonn / Ohligser TV)                                                   |
| 1956/1957 | Deutsche Einzelmeisterschaft      | Herrendoppel | 1     | Hans Eschweiler / Günter Ropertz (1. DBC Bonn)                                                                |
| 1956/1957 | Deutsche Einzelmeisterschaft      | Herreneinzel | 3     | Hans Eschweiler (1. DBC Bonn)                                                                                 |
| 1956/1957 | Westdeutsche Einzelmeisterschaft  | Herrendoppel | 1     | Hans Eschweiler / Günter Ropertz (1. DBC im SSF Bonn)                                                         |
| 1957      | Swiss Open                        | Herrendoppel | 1     | Günter Ropertz / Hans Eschweiler                                                                              |
| 1957/1958 | Westdeutsche Einzelmeisterschaft  | Mixed        | 1     | Hans Eschweiler / Luise Stuch-Schmitz (1. DBC im SSF Bonn)                                                    |
| 1957/1958 | Deutsche Einzelmeisterschaft      | Herrendoppel | 2     | Hans Eschweiler / Günter Ropertz (1. DBC Bonn)                                                                |

## Referenzen
- Martin Knupp: Deutscher Badminton Almanach, Eigenverlag/Deutscher Badminton-Verband (2003), 230 Seiten
- Hans Eschweiler beim Badminton-Landesverband Nordrhein-Westfalen

| Personendaten    | Personendaten              |
| ---------------- | -------------------------- |
| NAME             | Eschweiler, Hans           |
| KURZBESCHREIBUNG | deutscher Badmintonspieler |
| GEBURTSDATUM     | 18. Mai 1928               |
| STERBEDATUM      | 22. Juni 2012              |